# Cucina mediorientale
La cucina mediorientale interessa una vasta area che include le regioni occupate dall'Asia Sudoccidentale, l'Iran, la Turchia e l'Egitto. Quest'ultimo Paese si trova geograficamente in Nordafrica, ma ha cultura e consuetudini assimilabili al resto del Medio Oriente. In tema di gastronomia c'è un filo conduttore che scavalca i confini e lega tra loro tutti i paesi di questa regione. 
I costumi sociali e l'osservanza religiosa hanno un'influenza determinante sulla cucina e sull'alimentazione dell'intera area. Regolano, infatti, il modo in cui il cibo viene preparato, cucinato e servito. Si comincia a cucinare di buon'ora e i pasti sono sempre preparati con estrema cura, perché impiegare tempo e impegno rende onore all'ospite. Seduti attorno a un tavolo basso, si gustano molti mezze (antipasti) prima del vero pasto, che sarà sempre abbondante. Non si utilizzano piatti, né posate, ma un unico grande vassoio collocato al centro del tavolo da cui servirsi con le mani, aiutandosi con il pane. 
La normale giornata alimentare si suddivide nei tre pasti classici: colazione, pranzo e cena.

## La colazione
La colazione è molto diversa tra paese e paese e può comprendere yogurt, miele, conserve di frutta ma anche piatti salati: il ful medames (zuppa di fave) in Egitto, uova al pomodoro in Turchia, pane, olive e altri stuzzichini.

## Il pranzo
Il pranzo si consuma tra l'una e le tre di pomeriggio e, soprattutto nelle città, è leggero e comprende uno o più mezze.

## La cena
La cena, consumata tra le otto e le undici di sera, è generalmente il pasto principale e comprende invece numerose portate.
Ci sono alcune regioni in cui l'alimentazione è ricca di grassi animali, ma la maggior parte delle popolazioni mediorientali consuma molta frutta e verdura, pesce fresco e piccole quantità di carne, generalmente cotta alla griglia. 
Tra gli alimenti energetici ci si affida a carboidrati a lento rilascio, come i legumi. Tra i cereali, il riso a chicco lungo, importato dall'India, è molto apprezzato in Iran, dove viene utilizzato sia durante il pasto principale, come accompagnamento, sia come ripieno per verdure o mescolato ai legumi. Mentre il riso a chicco tondo è impiegato anche nei budini e nelle zuppe. 
Tra le carni, quella d'agnello è la più utilizzata, spesso arricchita con frutta e verdura, seguita immediatamente dal pollo, cucinato sul braciere o sobbollito nello yogurt. I musulmani non mangiano maiale ed è previsto un rigido procedimento per la macellazione degli animali.
Il pesce, invece, è molto diffuso nelle zone costiere, specialmente in Turchia e Oman, dove generalmente è preferito a molluschi e crostacei. Molte ricette per cucinarlo includono anche salse speziate o farciture d'erbe, mentre noci e frutta possono essere aggiunte per insaporire il piatto. Particolarmente gradite sono le melanzane, le zucchine, gli spinaci e i fagiolini. 
Esiste un'ampia scelta di insalate, che fanno sempre parte delle mezze, spesso servite con lo labaneh (un formaggio spalmabile) e lo yogurt. 
Per concludere il pasto è abitudine gustare la frutta locale come i meloni, i melograni e molte altre varietà, sia fresche che essiccate. Mandorle, anacardi, pinoli, arachidi, nocciole e pistacchi sono molto comuni. Le arachidi sono utilizzate nei ripieni per il pollame oppure nelle farciture della pasticceria. 
Tra le bevande il caffè e il tè, entrambi serviti senza latte, sono molto apprezzati. I dolci molto zuccherati, per i quali la regione è rinomata, sono spesso gustati come accompagnamento al tè e al caffè, piuttosto che come dessert di fine pasto. Le bevande a base di frutta o yogurt, infine, sono diffuse e molto consumate ovunque, mentre gli alcolici si reperiscono con molta difficoltà, poiché proibiti ai musulmani.

## La cucina durante il Ramadan
Durante il Ramadan, che corrisponde al nono mese del calendario islamico, i musulmani digiunano. La maggior parte delle famiglie si alza presto, molto prima dell'alba per consumare un pasto - il sahur. Dopo inizia il digiuno, durante il quale ci si astiene dal mangiare e dal bere fino al calar del sole. Alla sera si consuma un altro pasto, l'ifṭār, che è un momento d'incontro per tutta la famiglia.